# Ludwig Schwanthaler

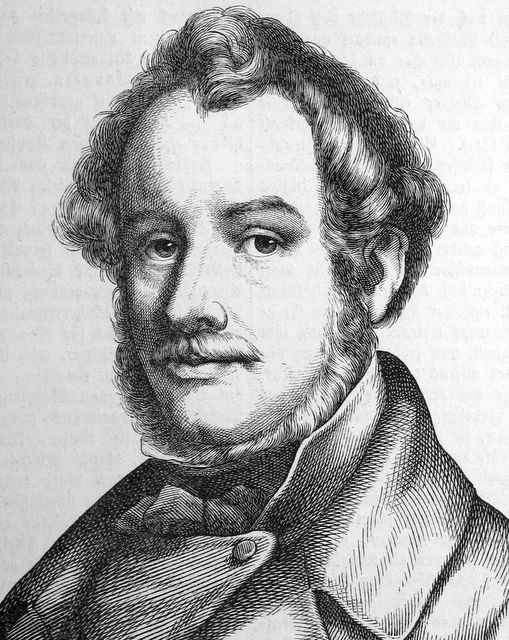
Ludwig Schwanthaler (1854)

Ludwig Michael Schwanthaler, ab 1844 Ritter von Schwanthaler (* 26. August 1802 in München; † 14. November 1848 ebenda), war ein bayerischer Bildhauer und gilt als Hauptmeister der klassizistischen Plastik in Süddeutschland.

## Leben

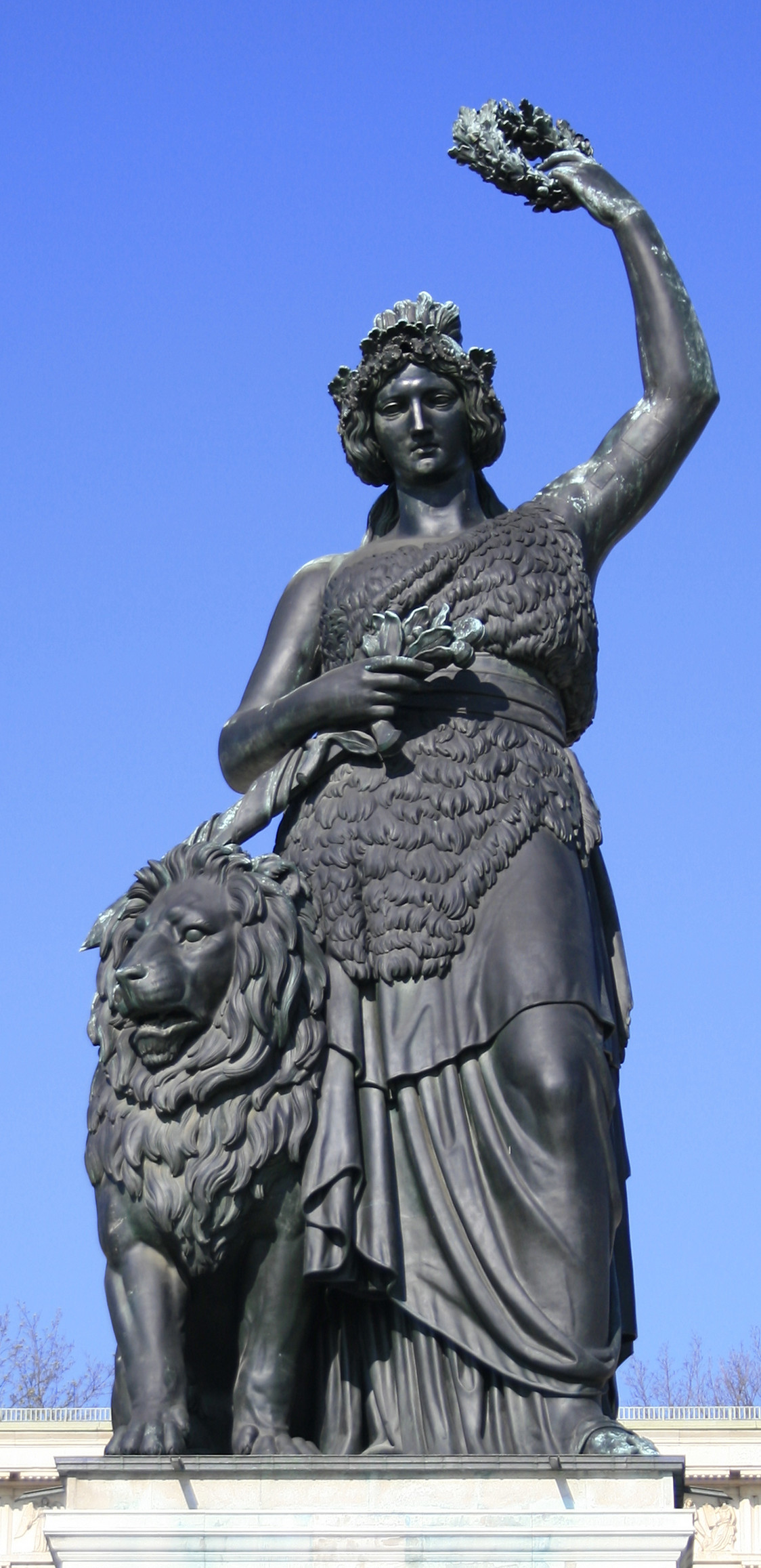
Bavaria in München, 2010

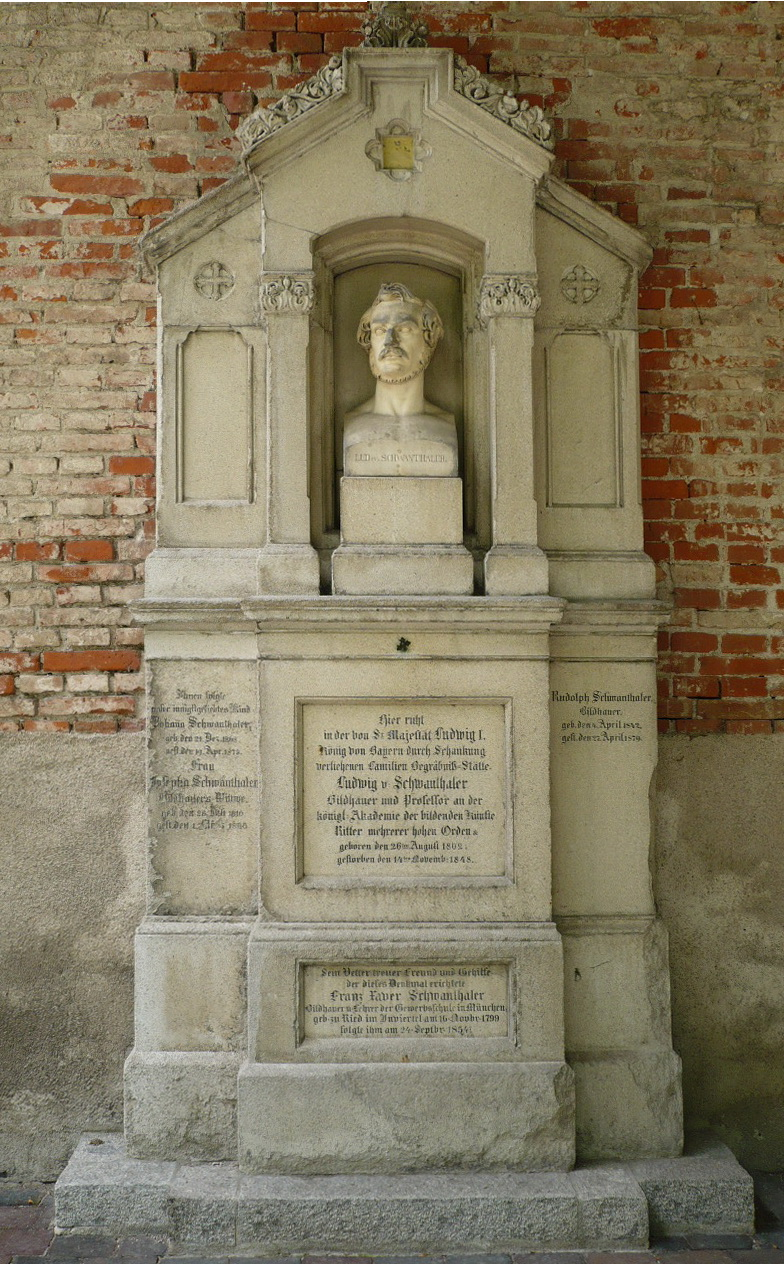
Grab von Ludwig Schwanthaler auf dem Alten Südlichen Friedhof in München

Ludwig von Schwanthaler entstammte der Bildhauerfamilie Schwanthaler aus Ried im Innkreis im heutigen Oberösterreich, sein Vater war Franz Jakob Schwanthaler, seine Mutter Klara Lutz. 1819 machte er Abitur am (heutigen) Wilhelmsgymnasium München. Von 1819 bis 1822 studierte er zunächst Malerei, dann Bildhauerei an der Akademie der bildenden Künste München. Nach dem Tod des Vaters 1820 musste er in dessen Werkstatt aushelfen und übernahm bald ihre Leitung. 1835 wurde er zum Professor an der Akademie der bildenden Künste und Lehrer an der Königlichen Baugewerksschule berufen. Sein Werdegang und seine Arbeiten wurden durch König Ludwig I. gefördert, so verbrachte Schwanthaler mehrere Jahre auf Studienreise in Rom (1826–1827, 1832–1834), wofür Ludwig I. die finanziellen Mittel stiftete.
Am 4. September 1842 wurde er im Rahmen der Enthüllungsfeier des von ihm geschaffenen und von Johann Baptist Stiglmaier gegossenen Mozartdenkmals in Salzburg zum 7. Ehrenbürger der Stadt ernannt. 1843 erbaute er die Burg Schwaneck im Isartal. Als sein Hauptwerk gilt das 1850 aufgestellte Kolossalstandbild der Münchner Bavaria. Es beeinflusste den Schweizer Bildhauer Ferdinand Schlöth bei dessen St. Jakobs-Denkmal in Basel, aufgestellt 1872. Am 28. November 1844 wurde das von ihm entworfene Denkmal von Großherzog Karl Friedrich von Baden auf dem Fest- und Paradeplatz vor dem Karlsruher Schloss enthüllt.
Das ab 1837 dem Atelier gegenüber errichtete Gebäude für Modelle, welches nach seinem Tod als Schwanthaler-Museum der Öffentlichkeit zugänglich gemacht wurde, ist im Zweiten Weltkrieg zerstört worden. Es gilt kunsthistorisch als eines der ersten Künstlermuseen. Der Bildhauer Wilhelm Hornberger (1819–1882) war einer der bevorzugten Schüler von Ludwig Schwanthaler, genauso wie Ernst Gottfried Vivié, der auch in seinem Atelier mitarbeitete.
Schon seit seiner Jugend litt Schwanthaler an einem als Gicht bezeichneten Leiden, das sich trotz langer Kuraufenthalte zunehmend verschlimmerte und zu seinem frühen Tod führte.
Schwanthalers Arbeiten sind nur zum Teil erhalten. Besonders seine Münchener Arbeiten, wie z. B. die innendekorativen Ausstattungen im Königsbau der Münchner Residenz erlitten im Zweiten Weltkrieg die größten Verluste. Die besten Zeugnisse von Schwanthalers Relief-Arbeiten finden sich im Marstall von Schloss St. Emmeram in Regensburg, wo die vom Künstler selbst geschaffenen Reliefs komplett erhalten sind.
Die Grabstätte von Ludwig Schwanthaler befindet sich auf dem Alten Südlichen Friedhof in München (Neu Arkaden Platz 1 bei Gräberfeld 28) Standort. Die Grabstätte hatte Ludwig I. 1850 in Auftrag gegeben, ausgeführt wurde sie von Ludwig Schwanthalers Vetter und Freund Franz Xaver Schwanthaler. Dieser wurde ebenfalls dort bestattet, wie auch Ludwig Schwanthalers Frau Josepha und dessen Tochter Johanna.

## Auszeichnungen
- Ehrenbürger der Stadt Salzburg, 1842[8]
- Ritterkreuz des Verdienstordens der Bayerischen Krone, 1844[9]
- Ehrenbürger der Stadt Frankfurt am Main, 1844
- Ehrenbürger der Stadt Wien, 1847
- Benennung der Schwanthalerstraße in München, um 1850
- Benennung der Schwanthalerstraße in Salzburg, 1966[8]

## Werke (Auswahl)
- Reithalle im Marstallgebäude von Schloss St. Emmeram Regensburg. Mehrere Reliefs: Heroen aus der griechischen Mythologie mit Pferden. Außen über dem Tor, Großes Relief: Victoria bekränzt siegreiche Pferde.
- Entwürfe zu 24 Wandbildern aus der Odyssee Homers, ab 1832, Festsaalbau der Münchner Residenz
- Marmorrelief am Grabmal für den preußischen Minister Reichsfreiherr Karl vom Stein, 1837/70, Familiengruft in Frücht bei Bad Ems
- Denkmal für Vincenz Prießnitz, einen Löwen darstellend, aus dem Jahr 1839 in Gräfenberg[10]
- Denkmal Großherzog Karl Friedrich von Baden, 1840–1844, Schlossplatz Karlsruhe[11]
- Denkmal Jean-Paul, 1841, Bayreuth
- Relief Trauernde weibliche Gestalt, die einen Kranz auf den Sarkophag Frauenlobs legt, 1842, Carraramarmor, Kreuzgang im Mainzer Dom
- Denkmal Wolfgang Amadeus Mozart, 1842, Salzburg, Mozartplatz
- 34 Siegesgöttinnen, 1842–1863, Befreiungshalle, Kelheim
- Denkmal Markgraf Friedrich Alexander von Brandenburg-Bayreuth, 1843, Erlangen
- Grabmal König Rudolf von Habsburgs, im Speyerer Dom, 1843
- Austriabrunnen, 1844, Wien
- Goethedenkmal, 1844, Frankfurt am Main, Goetheplatz
- Denkmal Großherzog Ludwig I. von Hessen-Darmstadt (Ludwigsmonument), 1844, Darmstadt
- Figurengruppe des Kanaldenkmals, 1846, Burgberg, Erlangen
- Epitaph Erzbischof Lothar Anselm von Gebsattel, 1846, Frauenkirche München
- Entwürfe von Portalskulpturen für die Südfassade des Kölner Doms, ab 1846[12]
- Nymphe, 1848, Schloss Anif bei Salzburg
- Denkmal Herzog Ernst I. von Sachsen-Coburg und Gotha, 1849, Coburger Schlossplatz
- Statue Bavaria, 1850 (errichtet nach dem Tod des Künstlers), München, Theresienwiese
- Denkmal Kaiser Franz I., 1853, Franzensbad[13]

Illustrationen (Auswahl)
- In: Album deutscher Künstler in Originalradirungen. – Düsseldorf: Buddeus, 1841. Digitalisierte Ausgabe der Universitäts- und Landesbibliothek Düsseldorf

## Galerie

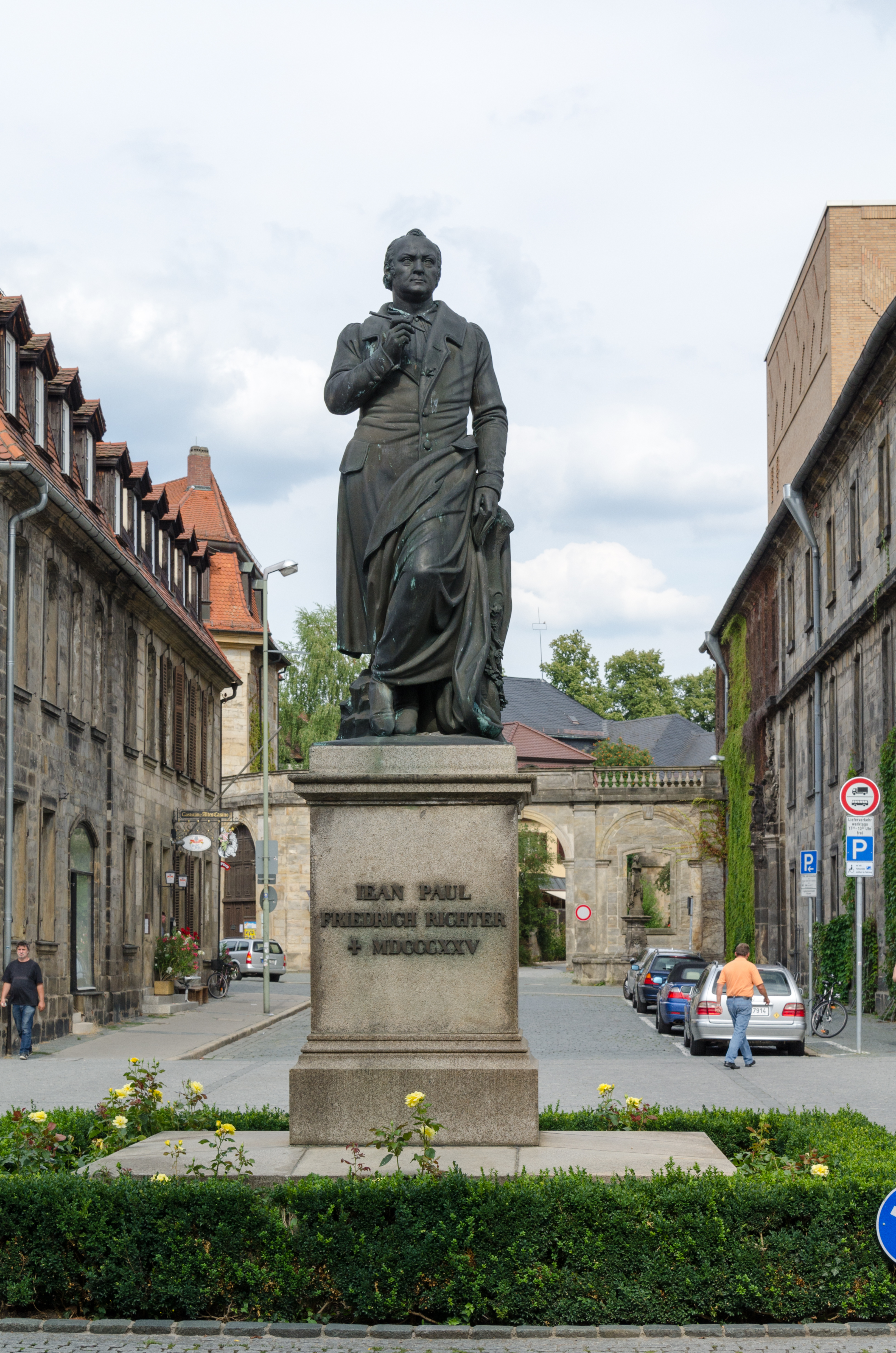
Denkmal Jean Paul, Bayreuth, 1841
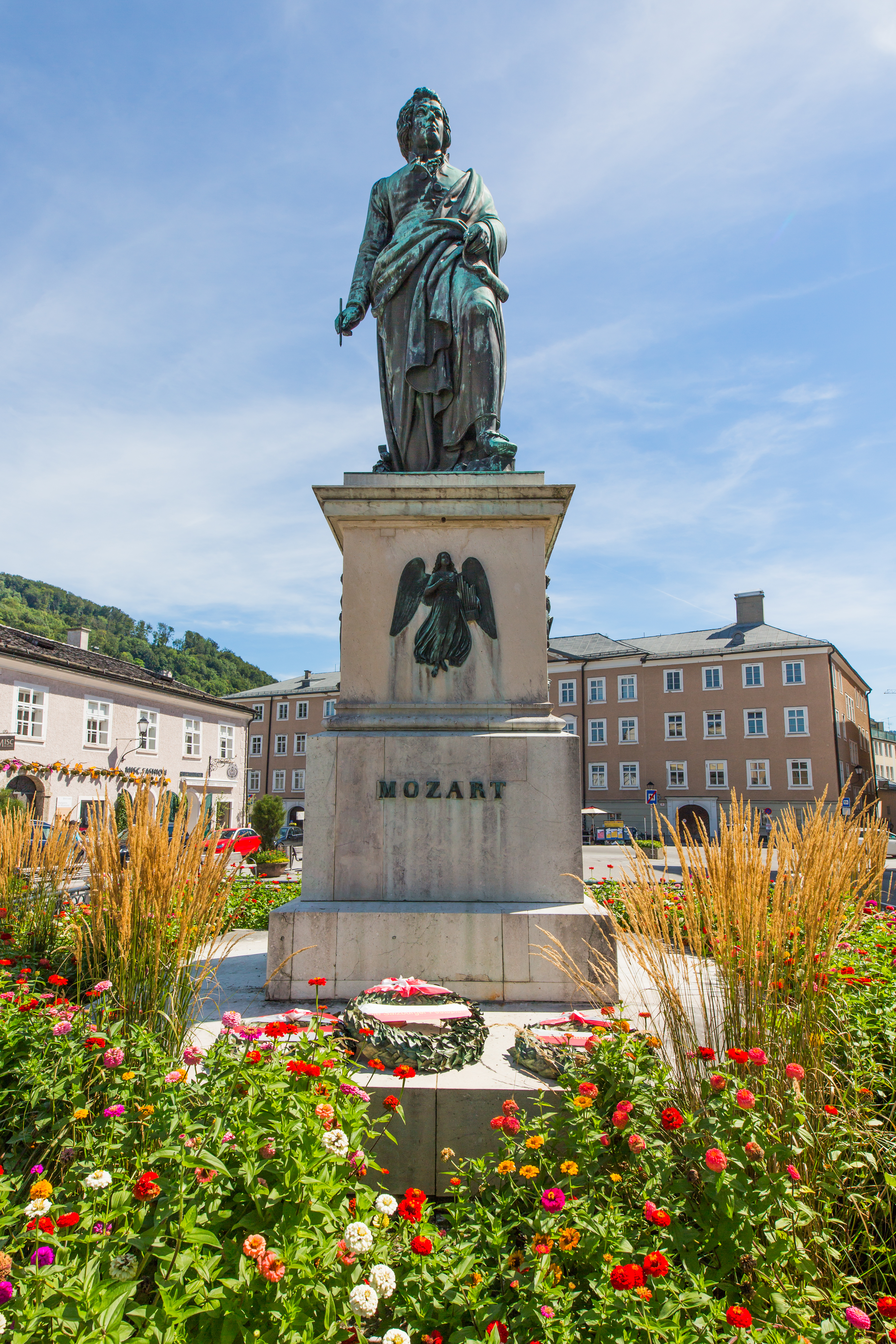
Denkmal Wolfgang Amadeus Mozart, Salzburg, 1842
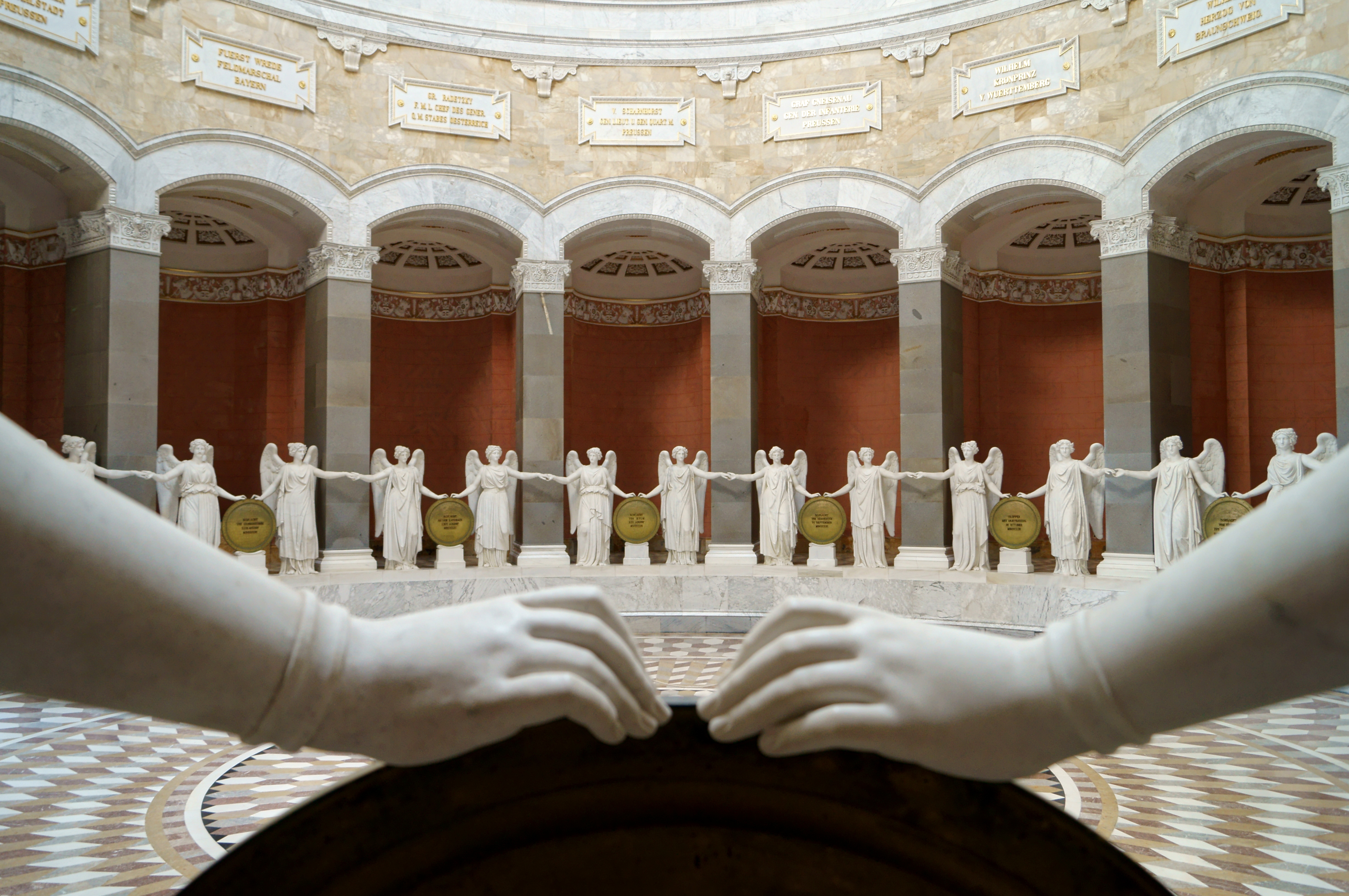
Siegesgöttinnen, Befreiungshalle, 1842
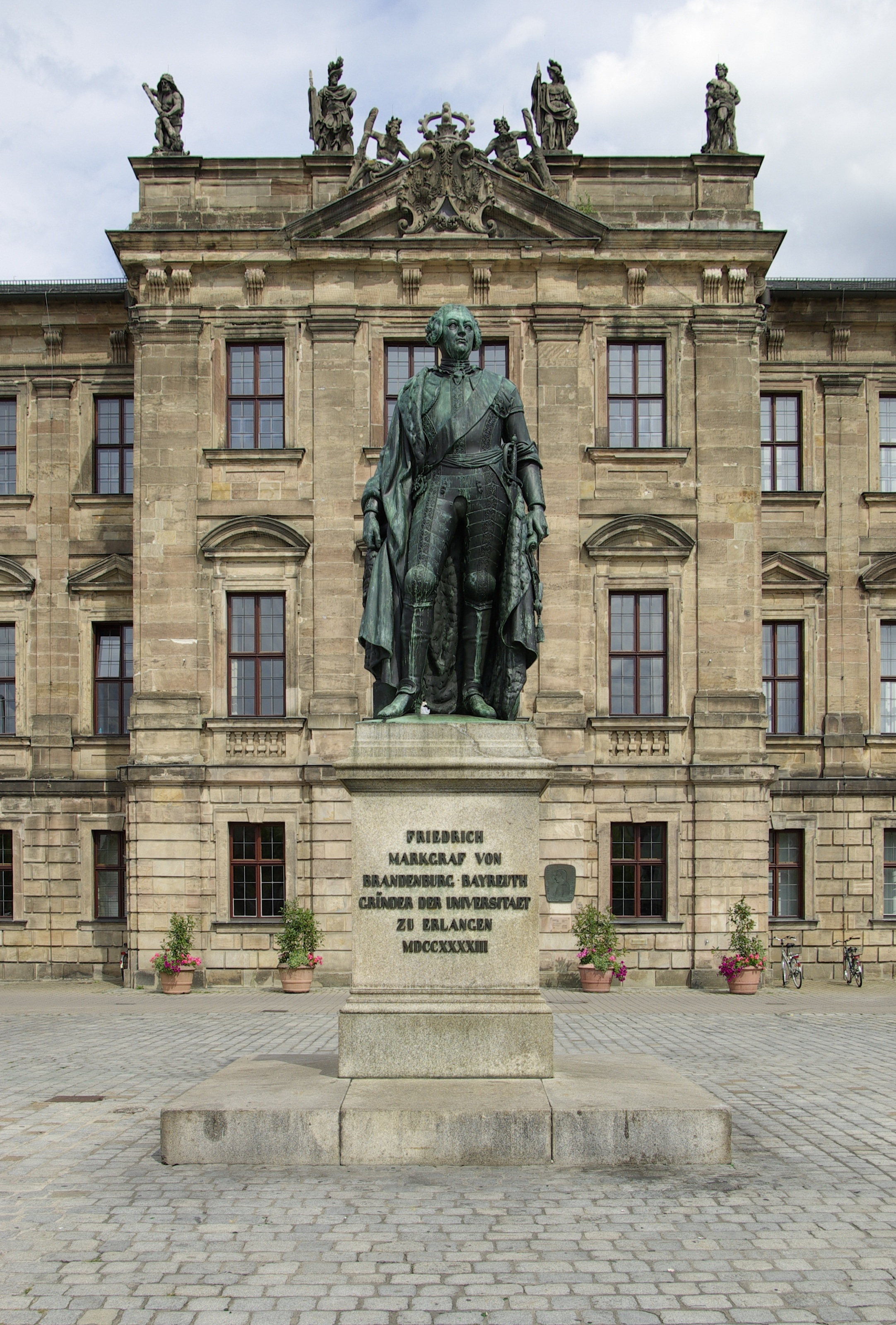
Denkmal Friedrich III. von Brandenburg-Bayreuth, Erlangen, 1843
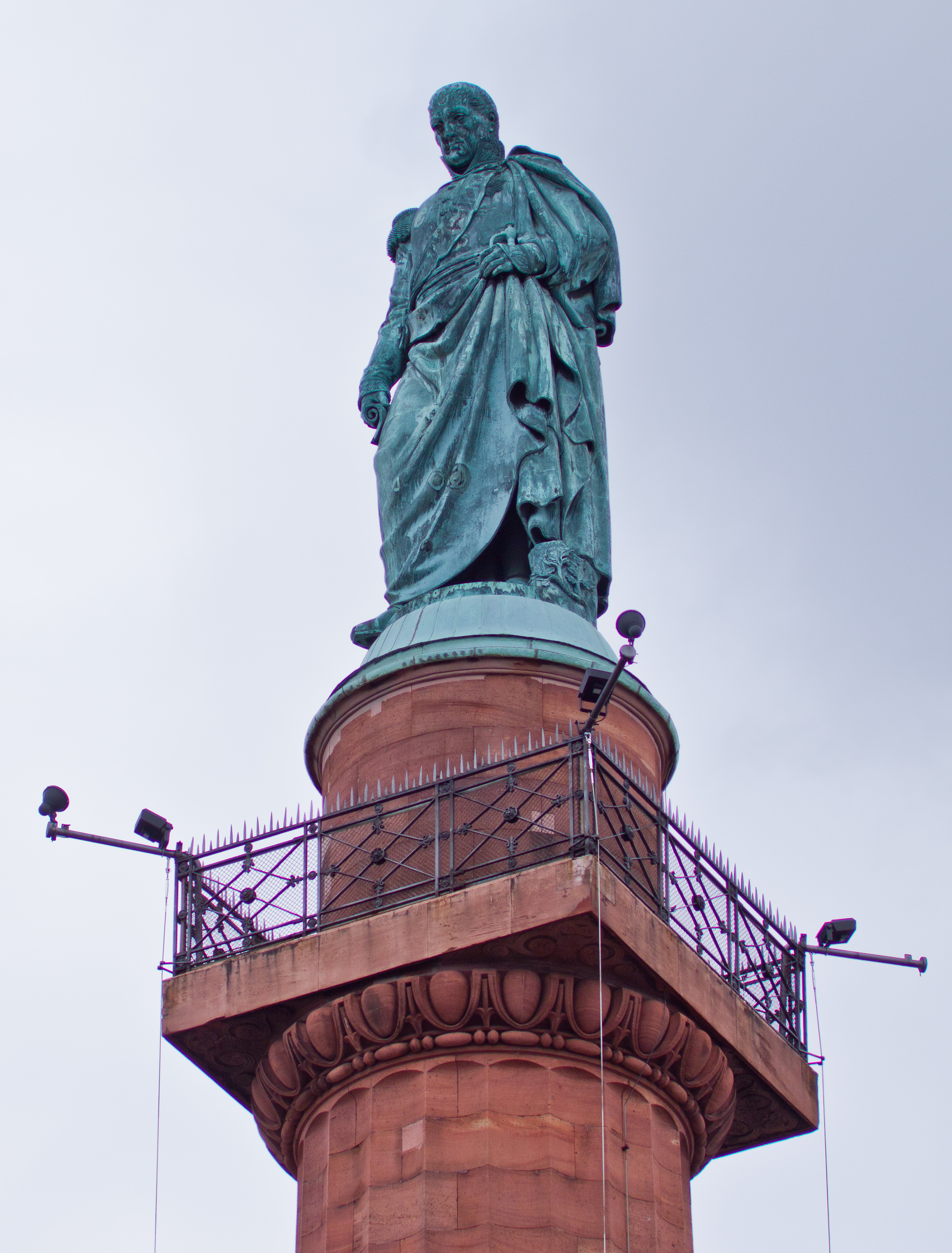
Denkmal Ludwig von Hessen, Darmstadt, 1844
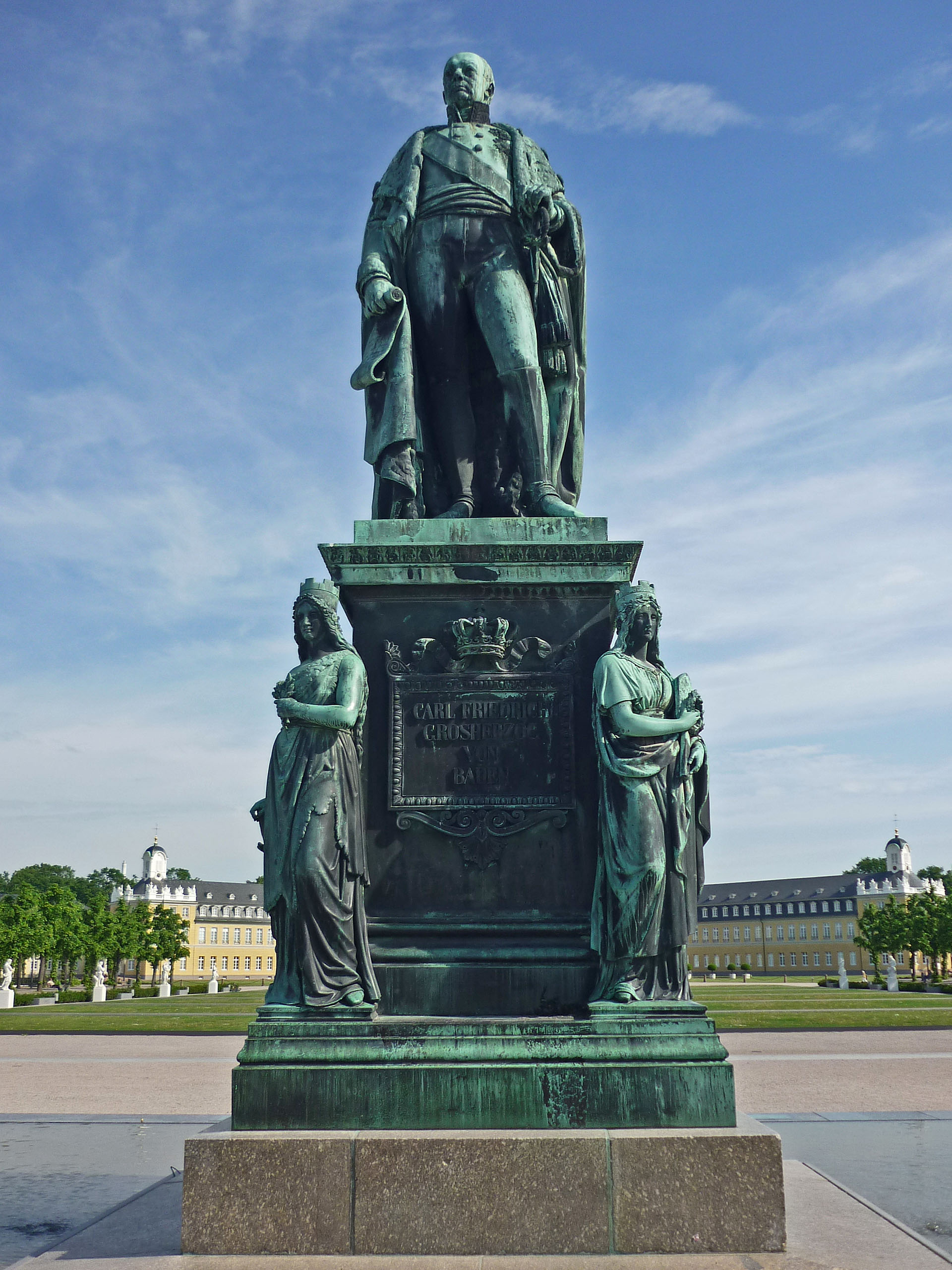
Denkmal Karl Friedrich von Baden, Karlsruhe, 1844
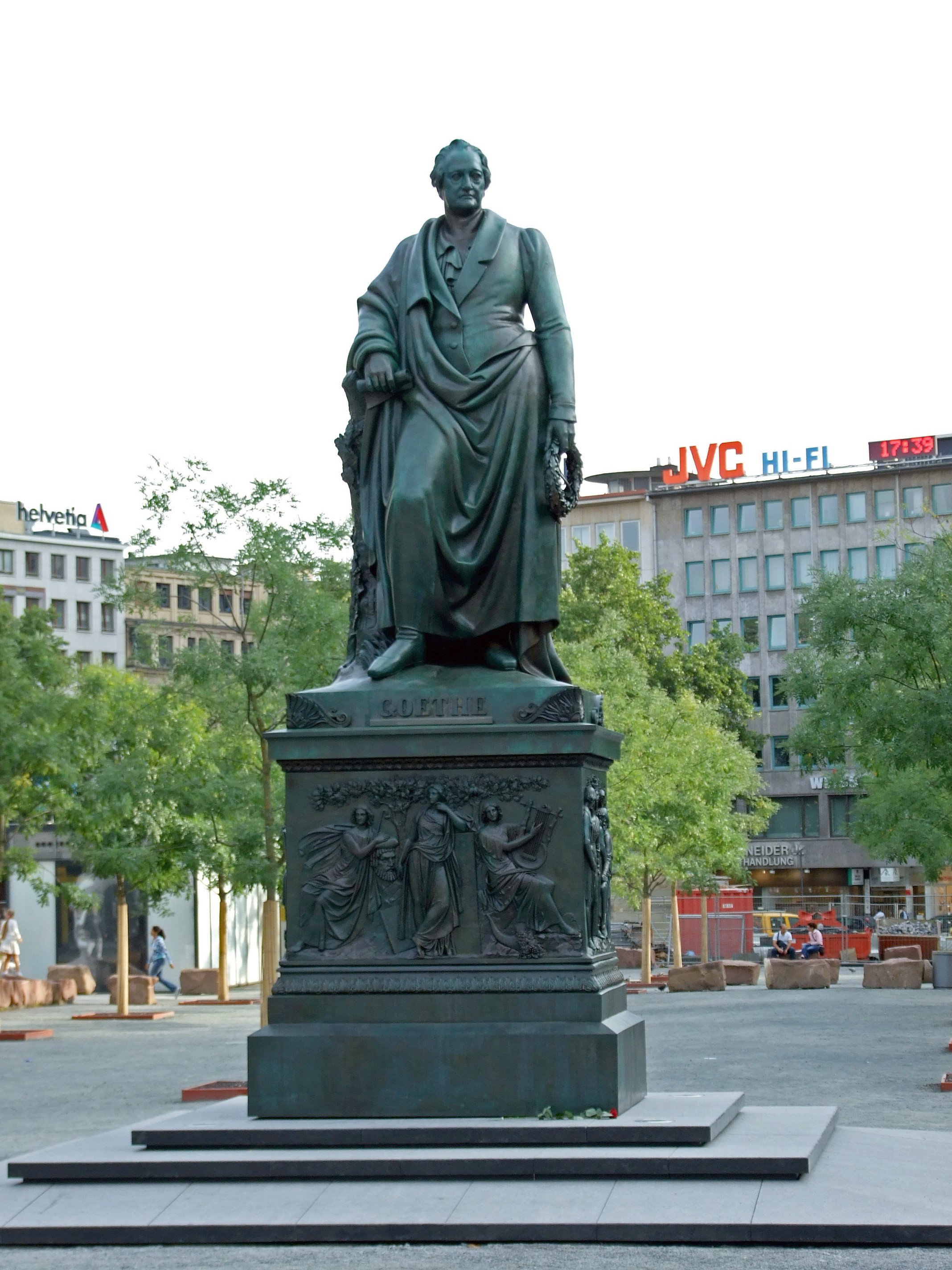
Denkmal Johann Wolfgang Goethe, Frankfurt am Main, 1844
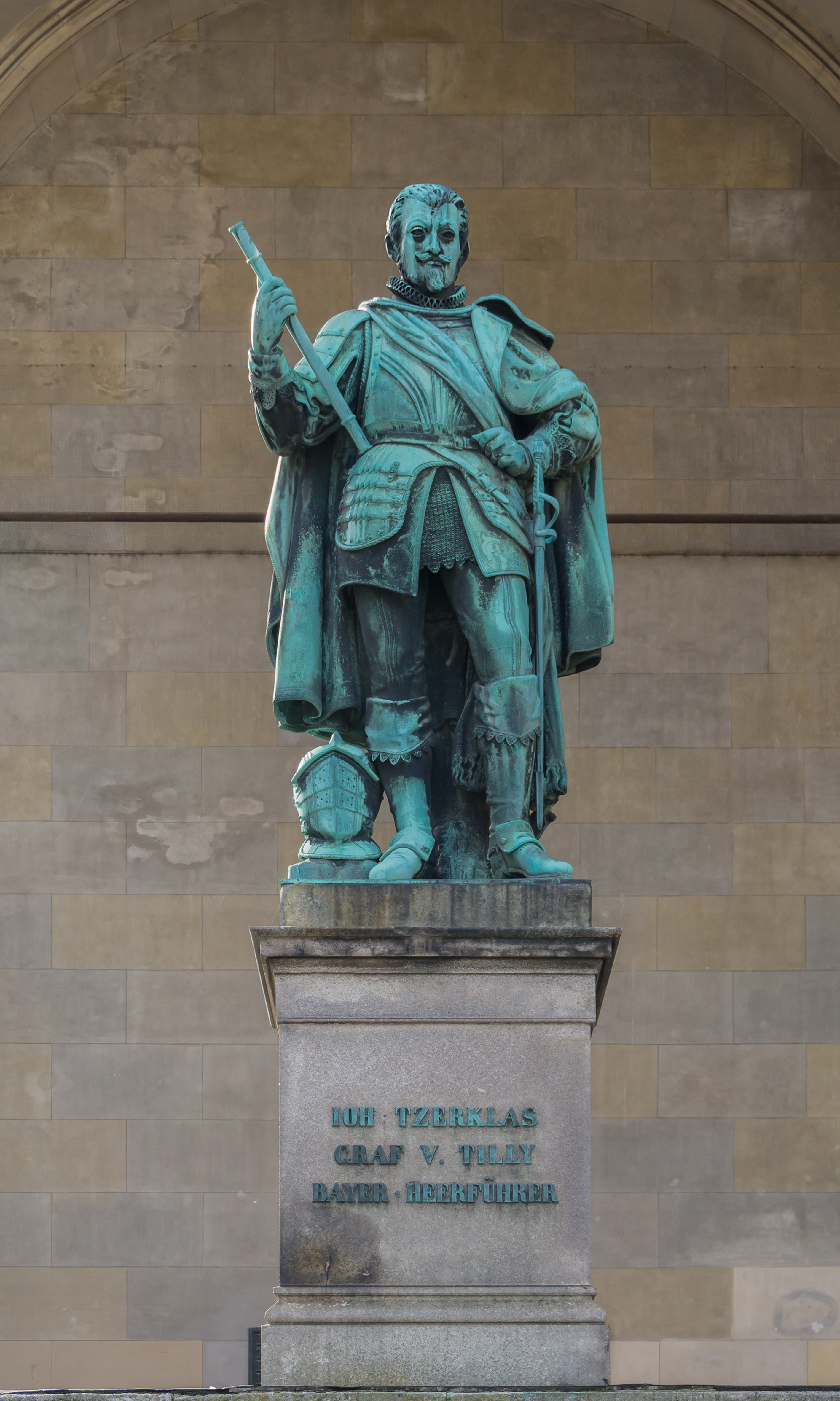
Denkmal Johann T’Serclaes von Tilly, München, 1844
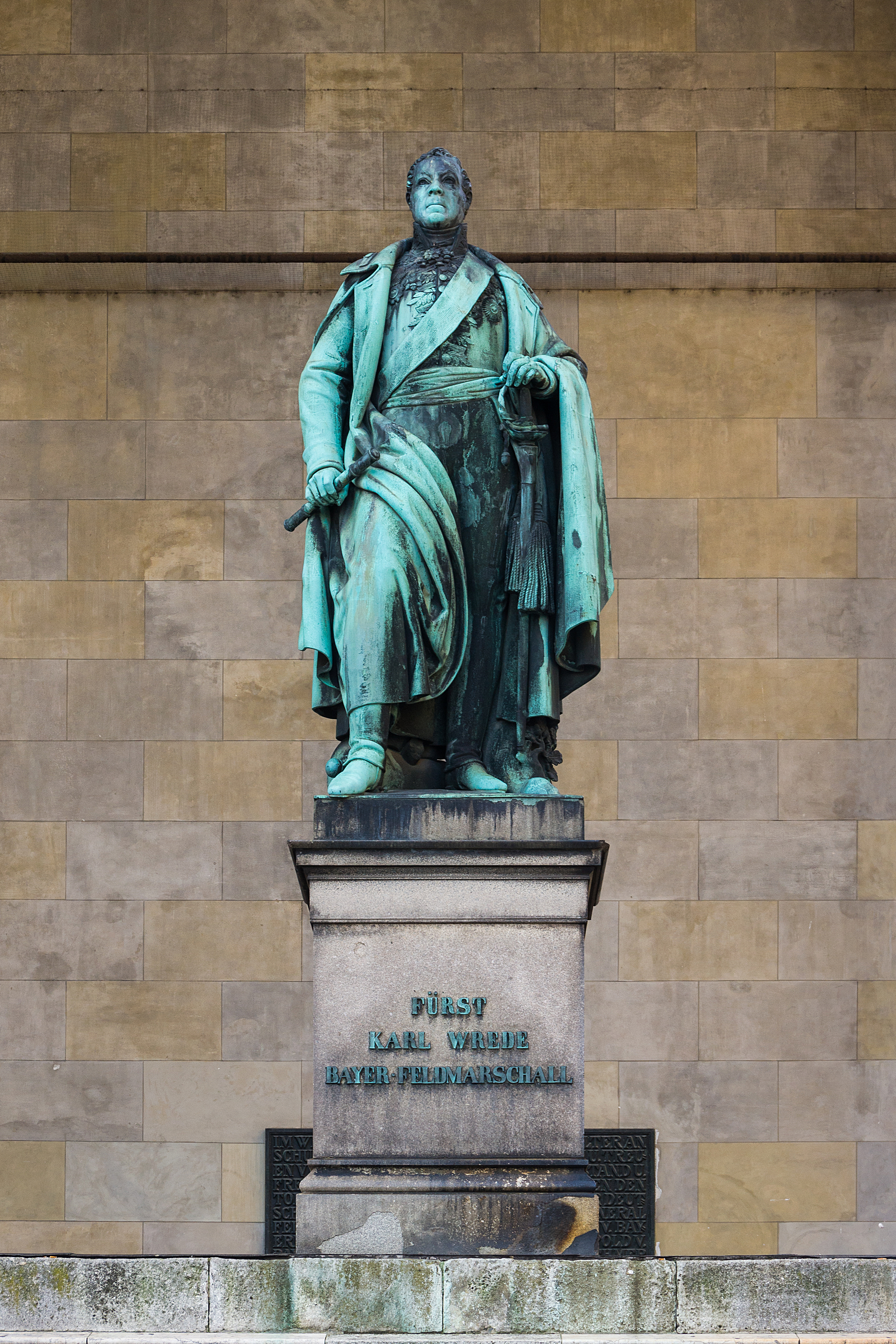
Denkmal Karl Philipp von Wrede, München, 1844
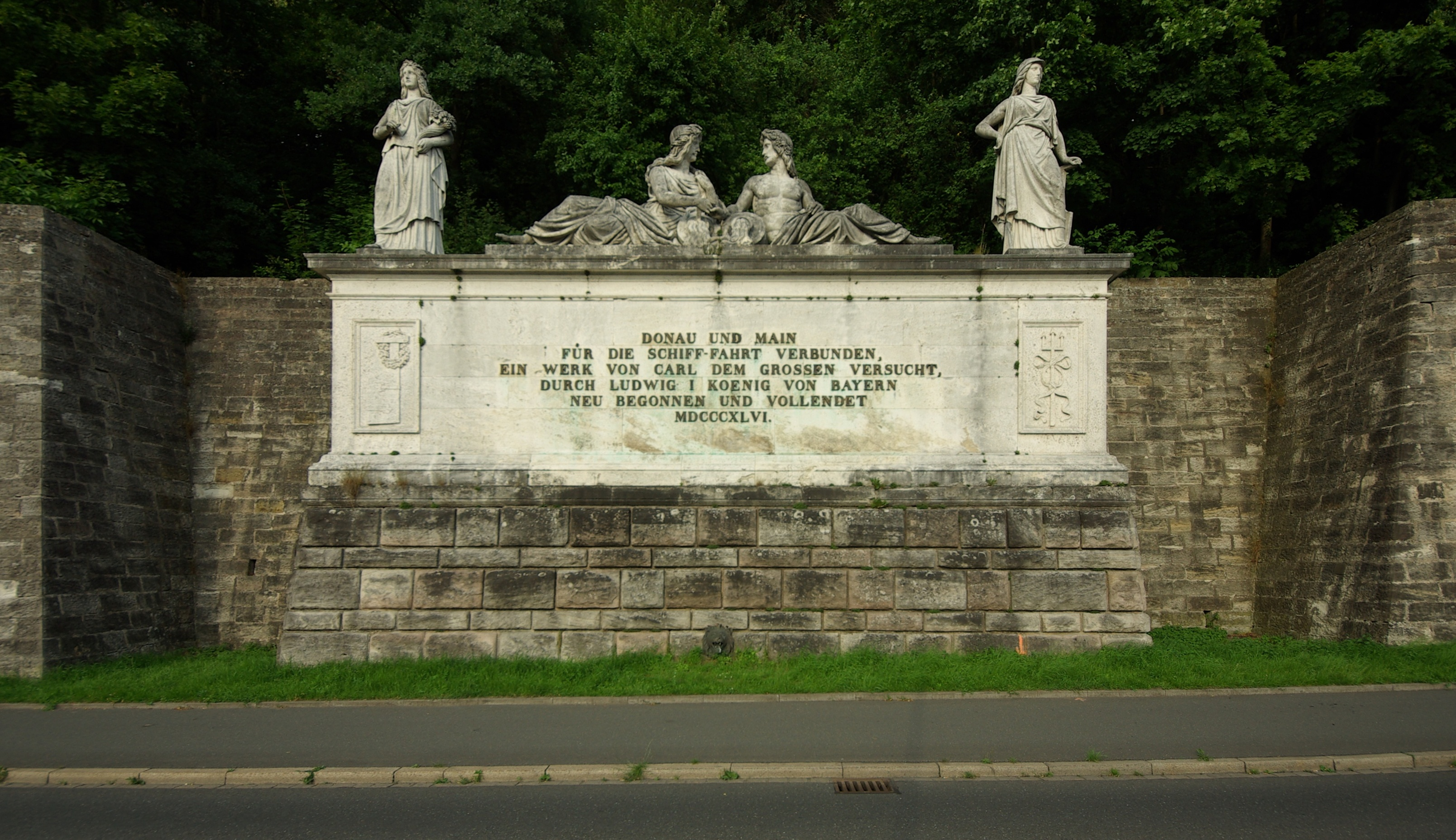
Kanaldenkmal, Erlangen, 1846
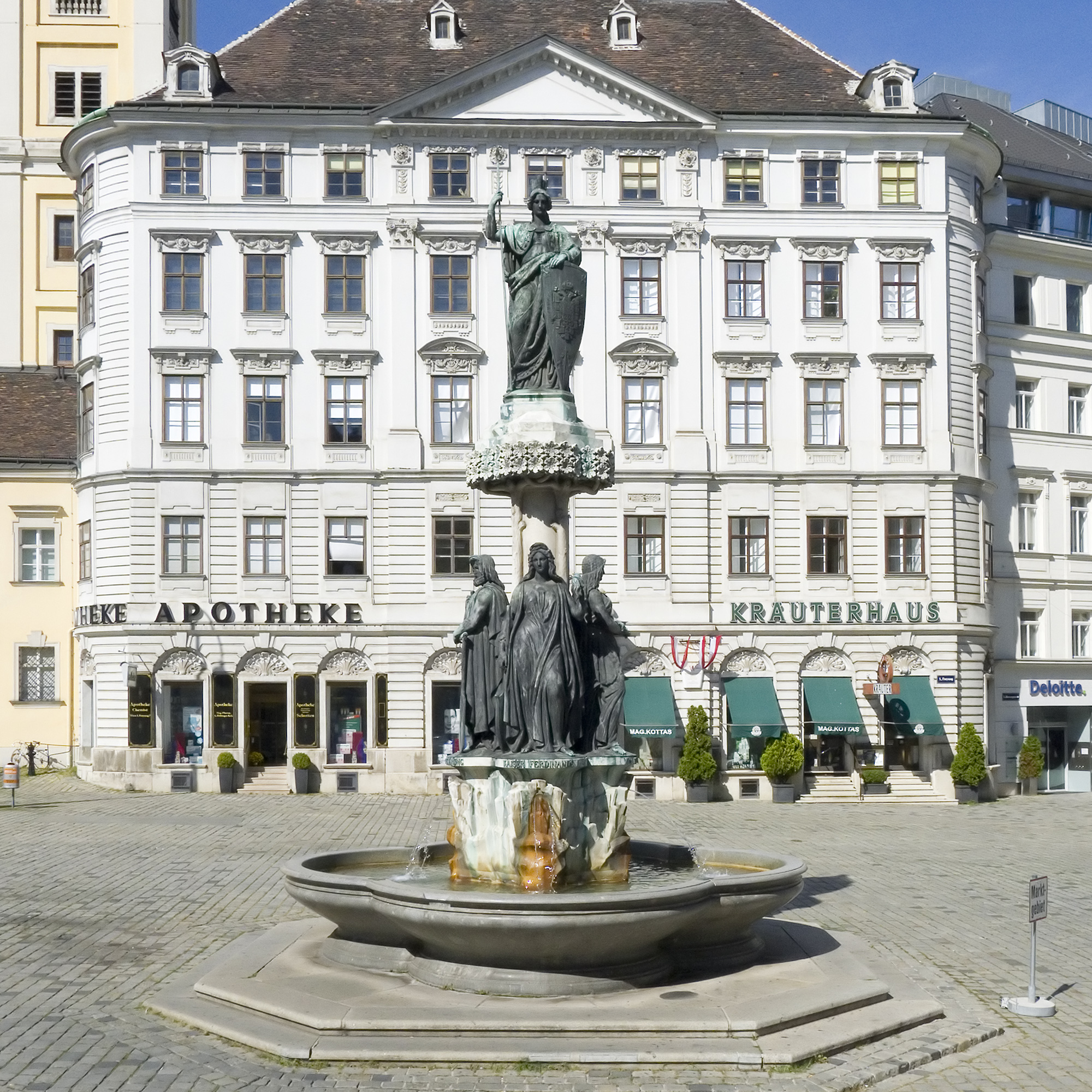
Austriabrunnen, Wien, 1846
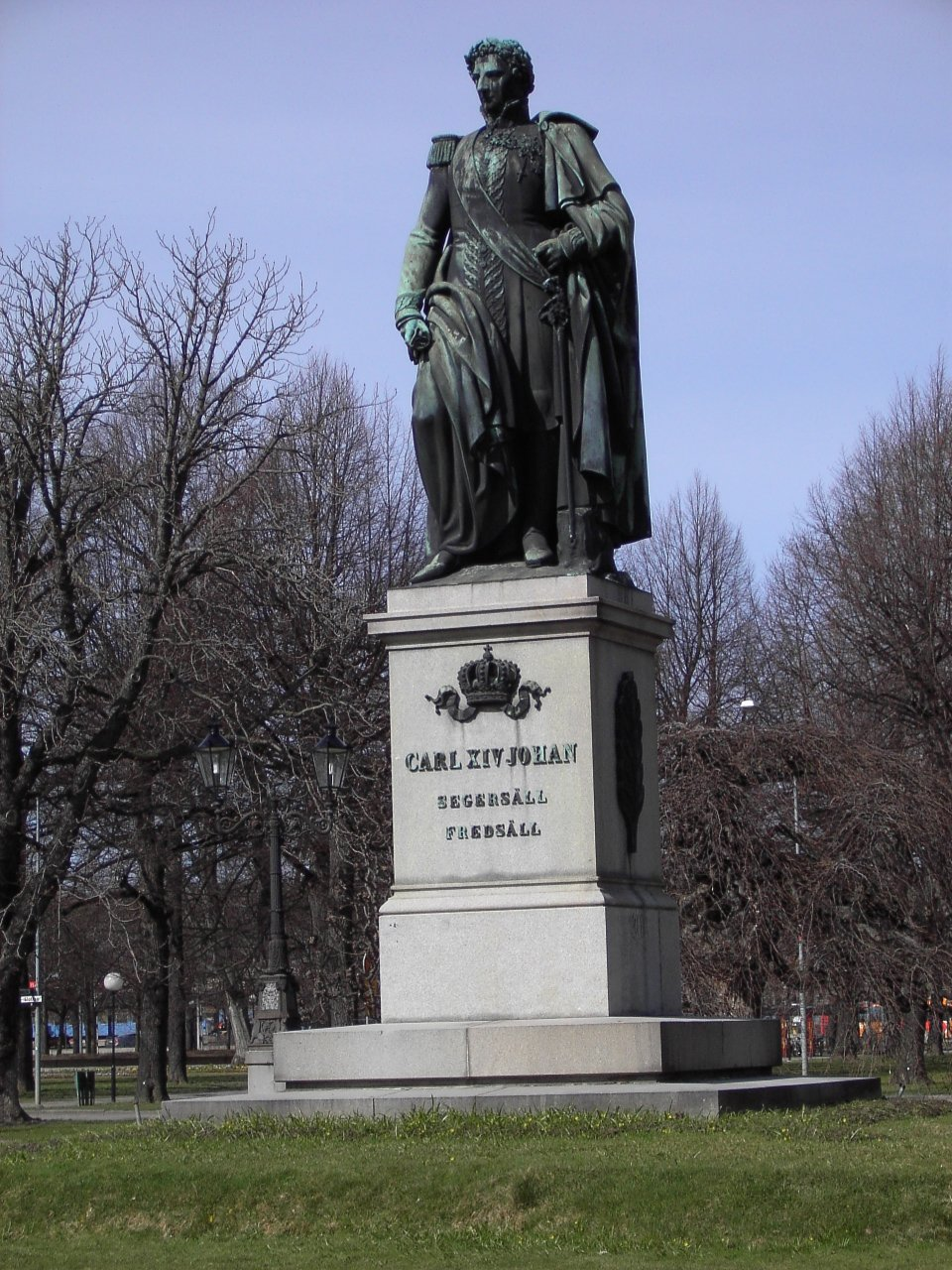
Denkmal Karl XIV. Johann von Schweden, Norrköpping, 1846
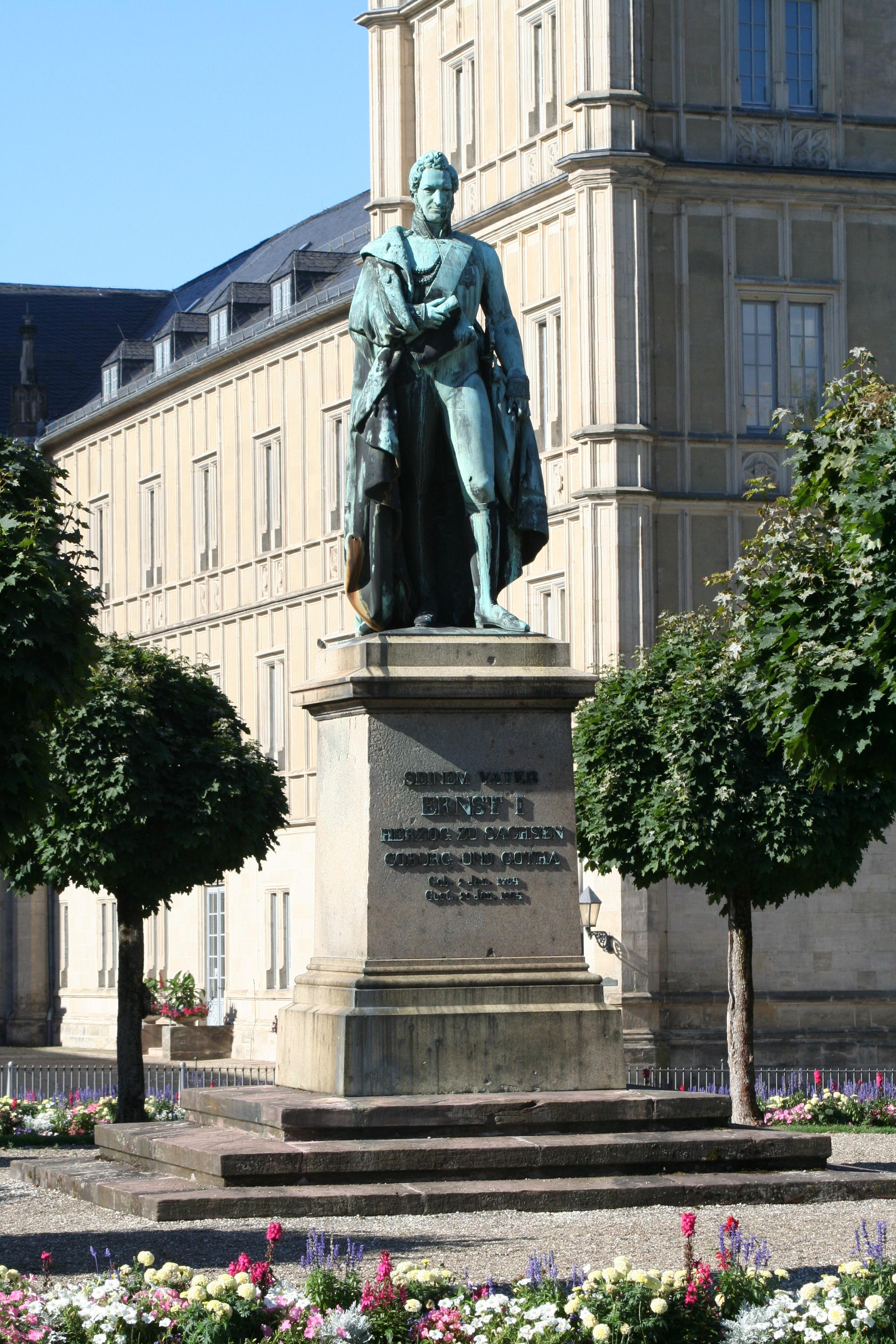
Denkmal Ernst I. von Sachsen-Coburg und Gotha, Coburg, 1849
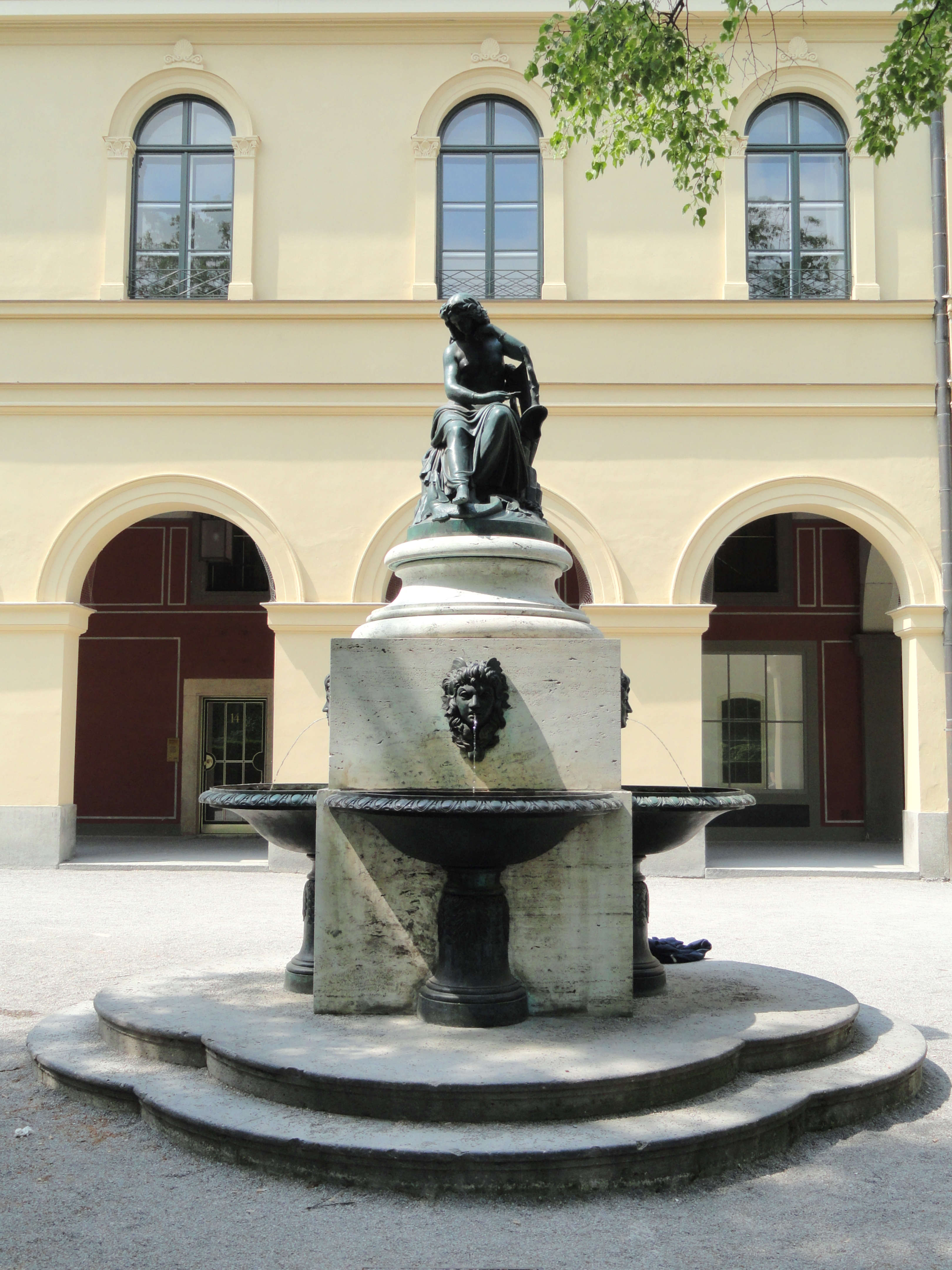
Nymphenbrunnen, München, 1853